# South Seas Adventure
South Seas Adventure (conocida en Venezuela como Aventura en los mares del sur) es una película de aventura y romance de 1958, dirigida por Carl Dudley, Richard Goldstone, Francis D. Lyon, Walter Thompson y Basil Wrangell, escrita por Charles Kaufman, Joe Ansen y Harold Medford, musicalizada por Alex North, en la fotografía estuvo John F. Warren y los protagonistas son Diane Beardmore, Marlene Lizzio y Tommy Zahn, entre otros. El filme fue realizado por Cinerama Productions Corp., se estrenó el 14 de junio de 1958.

## Sinopsis
El largometraje cuenta cinco historias. La primera trata sobre una chica de Estados Unidos que viaja en un crucero hacia Hawái, se hace amiga de una chica que vive en las islas. La segunda es sobre un hombre en un velero que sigue la ruta que hizo el Capitán Cook; la siguiente alude a un pintor que plasma los paisajes de Tahití; en la próxima un ex-GI de Estados Unidos, estacionado en Nueva Zelanda durante la Segunda Guerra Mundial, vuelve para una visita real; y la última es sobre un grupo de conquistadores que va al centro de Australia.